# مقابر قريش

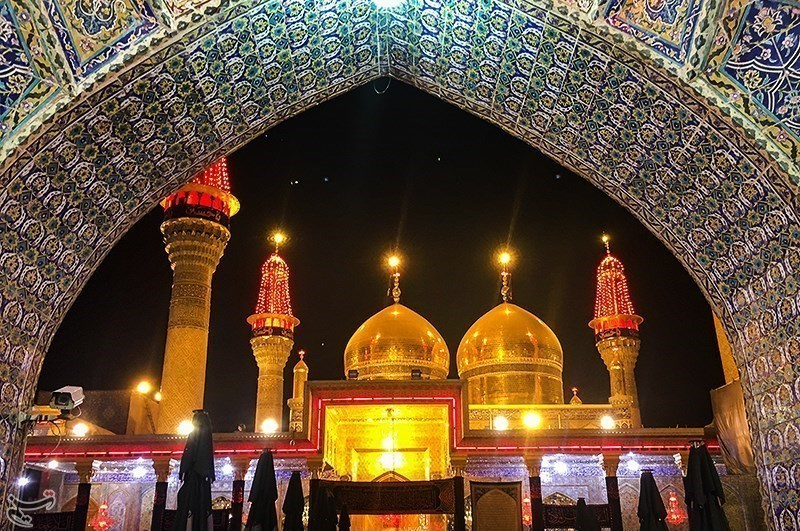
مرقد موسى بن جعفر وحفيده محمد الجواد

مقابر قريش من مقابر بغداد القديمة، تقع في الجانب الغربي من بغداد وهي مقبرة مشهورة، ومحلة فيها خلق كثير، وعليها سور بين الحربية ومقبرة أحمد بن حنبل والحريم الطاهري. بينها وبين دجلة شوط فرس جيد، وهي التي فيها قبر موسى الكاظم، وكان أول من دفن فيها جعفر الأكبر بن الخليفة العباسي المنصور سنة (150ه‍)، وكان المنصور أول من جعلها مقبرة بعد أن ابتنى بغداد سنة (149ه‍). وضع
الخطيب البغدادي في مصنفه تاريخ بغداد او مدينة السلام مقابر قريش في باب ماذكر في مقابر بغداد المخصوصة بالعلماء والزهاد، ويبدأ فيقول: بالجانب الغربي في أعلى المدينة مقابر قريش، دُفن فيها موسى بن جعفر بن محمد بن علي بن الحسين بن علي بن أبي طالب، وجماعة من الأفاضل معه. ثم يقول: وكان أول من دُفن في مقابر قريش جعفر الأكبر ابن المنصور. ويضع البغدادي موقع مقابر قريش ضمن منطقة الشونيزي وتحديداً الشونيزي الصغير، فيقول: سمعت بعض شيوخنا يقول: مقابر قريش كانت قديماً تعرف بمقبرة الشونيزي الصغير، والمقبرة التي وراء التوثة تعرف بمقبرة الشونيزي الكبير.

## وجهة نظر ثانية
بعد فيضان بغداد سنة 633 هجرية، وغمرت مياه الفيضان ضريح موسى الكاظم، نقل الجثمان الطاهر ودفن في مكان آخر لان مقابر قريش ظلت تحت الماء لمدة ثلاثة أسابيع، وأقول ان المكان الذي دفن فيه الإمام هو على شاطئ دجلة والموجود في وزارة الدفاع الحالية، ففي زمن نوري السعيد قاموا ببناء وتعمير في وزارة الدفاع وعند الحفر، وجدت شاهدة لقبر مكتوب عليها الإمام موسى بن جعفر، وقد توقفوا عن الحفر وحضر نوري السعيد لمكان الحفر وعندما تأكد بنفسه طلب منهم ان لا يعلنوا عن الموضوع وكما قال (تصير مشاكل ويه الشيعة إذا عرفوا هنا مدفون) ولم يتحدث أحد عن ذلك، هذا ماسمعته من عائلتي ومن الخَلفة نفسه وكان اسمه نايف (لوجود علاقة عائلية مع اهله)، ولا زال أبناؤه وبناته موجودين في بغداد.
صندوق ضريح الامام موسى ابن جعفر صنع في عام 624هجرية من قبل المستنصر بالله العباسي نقل مع الرفاة ولكن وضع على قبر سلمان المحمدي في سلمان باك عند تعرض الكاظمية للغرق اما الجثمان دفن في منطقة قريبة من وزارة الدفاع.
في عام 1974م كنت رئيسا لهيأة التنقيب والصيانة في القصر العباسي القريب من وزارة الدفاع كانت عامة الناس تزور القصر وتسأل عن قبر الامام موسى بن جعفر....ونخبرهم بعدم وجوده هنا..ولكن في عام 2016م في شهر يونيو نشرت على صفحتي معلومة كاملة عن حفرة معقودة بعقود مزخرفة تهدمت نتيجة لمرور سيارة عسكرية من نوع ايفا في المنطقة الواقعة ضمن وزارة الدفاع تبين لي انها ربما تعود لشخص له أهمية دينية وتاريخية ولم نعلن وتم التعتيم بناءا على اوامر عليا..
يمكنك متابع منشوري الذي نشرته سابقا وعلى صفحتي وهو خير دليل على صحة ما ذكرته..وصندوق الضريح نقلته مديرية الآثار في عام 1936م إلى المتحف العراقي وهو الآن معروض في القاعة الإسلامية
والحديث طويل لأني تابعت الحفرة في عام 1974م....
كان من بين الحضور على مشاهدة هذه الحفرة وبحضوري كوني من قام بالتنقيب عنها كل من:-
1-احمد حسن البكر.
2-عبد الجبار شنشل
3-الدكتور عيسى سلمان مدير الآثار العام.
4-فؤاد سفر المفتش العام للتنقيبات في مديرية الآثار.